# Jean Ier de Machecoul
 (octobre 2022).
Jean de Machecoul (1255-1308) est un noble français descendant agnatique du roi Louis VII.

## Biographie
Il est le fils du seigneur Olivier de Machecoul et d'Eustachie de Vitré. 
Il épouse le 10 octobre 1271 Eustachie Chabot (1256 – 1285), fille de Gérard II Chabot dit « Gérard II de Retz » (1245-1298) et d'Emma de La Jaille, dame de Château-Gontier ;
Il devient à la mort de son père, en 1279,  seigneur de Machecoul, de Coché, de La Bénate, de Bourgneuf, du Coutumier et de Bouin.
Il décède en 1308 et est inhumé dans l'Abbaye de Villeneuve, aux Sorinières.